# ماه نو (فیلم ۱۹۳۰)
ماه نو (انگلیسی: New Moon) فیلمی در ژانر موزیکال به کارگردانی جک کانوی است که در سال ۱۹۳۰ منتشر شد. از بازیگران آن می‌توان به لارنس تیبت، گریس مور، آدولف منژو، لو میهن و رولاند یانگ اشاره کرد.